# Parafia św. Józefa w Mołodecznie
Parafia św. Józefa w Mołodecznie – rzymskokatolicka parafia znajdująca się w archidiecezji mińsko-mohylewskiej, w dekanacie mołodeczańskim, na Białorusi.

## Historia

### Parafia św. Franciszka z Asyżu
Prawdopodobnie w 1925 erygowano parafię wojskową św. Franciszka z Asyżu w Mołodecznie, która sprawowała opiekę duszpasterską dla garnizonów w Mołodecznie, Oszmianie i Wołożynie. Należała ona do dekanatu grodzieńskiego Ordynariatu Polowego Wojska Polskiego.
W 1936 rozpoczęto budowę kościoła św. Józefa, przy którym rezydował kapelan wojskowy. W 1939 była to świątynia drewniana, planowano jednak obłożenie jej cegłą. Nie zdążono jednak z tymi pracami przed 17 września. Ostatni kapelan ks. Ludwik Brydacki został internowany przez Niemców  w obozach jenieckich, a następnie z pogwałceniem konwencji haskiej, zesłany do obozu koncentracyjnego. Zmarł w Dachau w 1942. Po II wojnie światowej miasto znalazło się w granicach ZSRS. Kościół został przez Sowietów zamknięty i rozebrany.

### Parafia św. Józefa
5 listopada 1990 władze państwowe zarejestrowały parafię św. Józefa w Mołodecznie - pierwszą katolicką parafię w tym mieście po przerwie spowodowanej komunizmem. Podjęto wtedy decyzję o budowie nowego kościoła pw. św. Józefa na działce w pobliżu miejsca, gdzie stał przedwojenny kościół wojskowy. Budowę częściowo sfinansowali katolicy niemieccy. Świątynia w stanie surowym została oddana w 1996. 17 maja 1997 konsekrował ją arcybiskup mińsko-mohylewski kard. Kazimierz Świątek. W latach 1997–2003 parafię prowadzili ojcowie kapucyni.
W 2003 reaktywowano drugą w Mołodecznie parafię pw. św. Kazimierza.

## Proboszczowie parafii
| imię i nazwisko                | daty urzędowania |
| ------------------------------ | ---------------- |
| ks. Józef Czach                | 1928             |
| ks. Władysław Malawski         | 1929–1932        |
| ks. Michał Zawadzki            | 1935             |
| ks. Franciszek Jurczyk         | 1938–1939        |
| ks. Ludwik Brydacki            | 1939             |
| ks. Edmund Dołgiłowicz-Nowicki | 1991–1997        |
| o. Grzegorz Góralski OFMCap    | 1997–2003        |
| ks. Edmund Dołgiłowicz-Nowicki | 2003 - nadal     |